# Meshullam da Volterra
Mes̆ullam ben Menaḥem meglio noto come Meshullam o Buonaventura da Volterra (prima del 1443 – Volterra, 1508) è stato un mercante e viaggiatore italiano di origine ebraica.

## Biografia

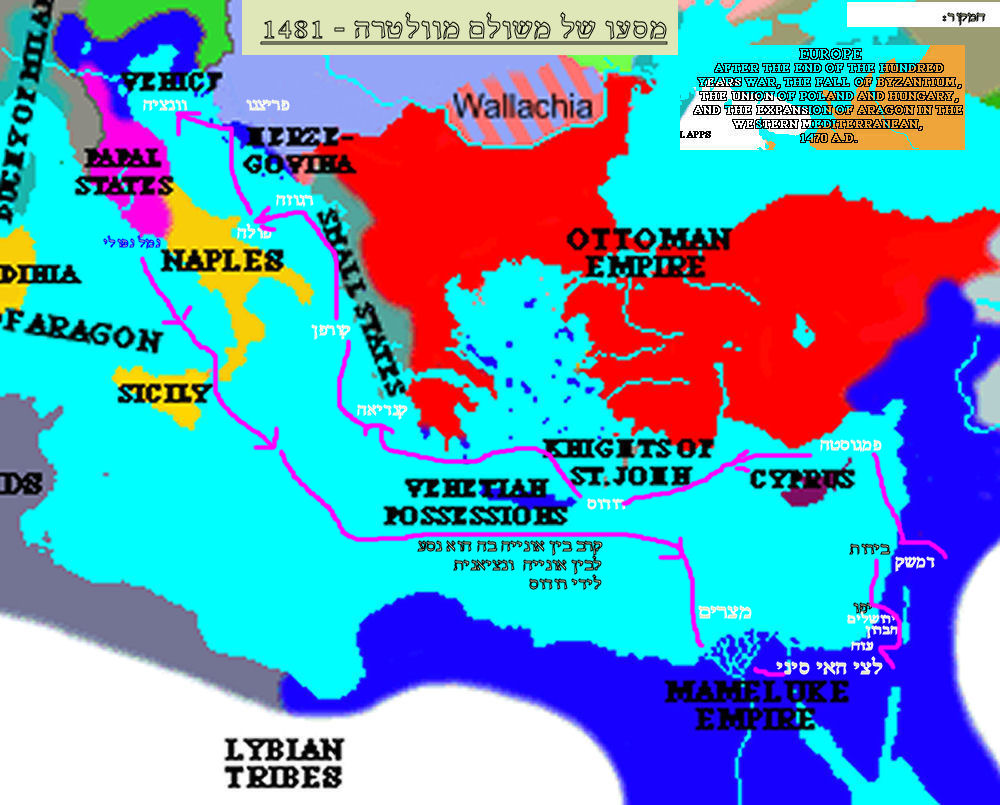
Il viaggio di Meshullam da Volterra

Figlio di Menaḥem (attestato come Emanuele nella documentazione in latino) e di Dolce di Dattalo, proveniva da una facoltosa famiglia ebraica discendente da un Buonaventura da Bologna che ai primi del Quattrocento si era trasferito a Volterra. In data imprecisata sposò Perla, dalla quale ebbe almeno tre figli (Iacob, Consola ed Emauele).
Assieme allo zio Abramo e ai fratelli fu attivo nel campo dei banchi autorizzati al prestito ad interesse (tasso legalizzato) dai Comuni di Volterra e Firenze. Al contempo si dedicava all'attività mercantile, sicché la sua presenza è attestata in molte altre località sia entro i confini della Repubblica di Firenze sia altrove, in Italia e non. La compravendita riguardava principalmente le pietre preziose, ma anche i beni alimentari (in parte prodotti nei terreni che possedeva in Toscana) e i panni di lana. Fu inoltre in contatto con Lorenzo de' Medici e ci restano due sue lettere inviate al Magnifico.
Tuttavia Meshullam è principalmente noto per aver scritto un diario riguardante il viaggio in Oriente da lui intrapreso nel 1481.
Nel suo resoconto Meshullam per ogni città visitata riporta il numero di famiglie ebraiche presenti, la loro condizione sociale e la loro ricchezza. Inoltre confronta il grado di inserimento sociale delle diverse comunità ebraiche ed elenca le attività produttive svolte. Per completare il quadro Meshullam specifica, a partire sempre dalla comune fede ebraica, le differenti pratiche religiose collegate alle varie storie delle singole comunità.

## Viaggio in Terra d'Israele

### Rodi
Meshullam la descrive come la più bella città mai vista e si sofferma a descrivere le difese e gli impianti portuali cittadini, con le mura costruite in epoca relativamente recente. Inoltre nel suo diario riporta una pianta dettagliata del porto.

### Alessandria
Ad Alessandria Meshullam resta affascinato dal sistema idrico che rifornisce la città: annota che Alessandria è completamente cava nel sottosuolo, così che ogni casa possa avere due cisterne, una per l'acqua pulita, che si riempie ad ogni piena del Nilo e la seconda per l'acqua sporca.

### Il Cairo
Meshullam al Cairo è ospite di rabbi Mosheh Marin di Villa Reale, che ben 22 anni prima aveva visitato l'Italia ed era stato ospite del padre a Firenze.